# Sân vận động Quân đội Ba Lan
Sân vận động Quân đội Ba Lan (tiếng Ba Lan: Stadion Wojska Polskiego; phát âm [ˌstadjɔn ˌvɔjska pɔlˈskʲɛɡɔ]), tên chính thức là Sân vận động thành phố Legia Warszawa của Nguyên soái Józef Piłsudski (tiếng Ba Lan: Stadion Miejski Legii Warszawa im. Marszałka Józefa Piłsudskiego), là một sân vận động dành riêng cho bóng đá toàn chỗ ngồi ở Warszawa, Ba Lan. Sân nằm ở số 3 Đường Łazienkowska ở quận Śródmieście. Đây là sân nhà của câu lạc bộ bóng đá Legia Warszawa từ ngày 9 tháng 8 năm 1930.
Sân vận động đã trải qua hai giai đoạn tái thiết lại hoàn toàn từ năm 2008 đến năm 2011. Chỉ một phần nhỏ của mặt tiền tòa nhà chính được giữ lại từ công trình cũ (với một phần khác được xây dựng lại). Với sức chứa 31.800 khán giả, đây là sân vận động bóng đá lớn thứ 5 ở Ekstraklasa và lớn thứ 7 ở Ba Lan. Sân vận động này bao gồm mặt sân được trang bị hệ thống làm nóng, sân tập, bãi đậu xe ngầm, quán bar thể thao, bảo tàng câu lạc bộ và các cơ sở khác.
Chủ sở hữu của sân hiện là thành phố Warszawa. Sân trước đây thuộc sở hữu của Quân đội Ba Lan trong nhiều thập kỷ.

## Xây dựng
Sự cần thiết phải xây dựng một sân vận động mới cho các cầu thủ câu lạc bộ Legia Warszawa tăng lên vào giữa những năm 1990, khi Legia có một trong những thời kỳ thành công nhất trong lịch sử. Vô địch Ba Lan (Giải bóng đá vô địch quốc gia Ba Lan ) (1993 - hủy, 1994, 1995), Cúp Ba Lan (1995, 1997), trận bán kết của UEFA Cup Winners' Cup (1991) và tứ kết của UEFA Champions League (1996) tăng cường nhu cầu hiện đại hóa sân vận động, hoặc thậm chí thay thế cơ sở cũ. Cuối cùng, cho đến năm 1997, hầu như không có hoạt động cải tạo nào được thực hiện.
Tình trạng pháp lý đất đai thuộc về quân đội phức tạp, đã ngăn cản các nhà đầu tư tiềm năng. Hy vọng mới đã đến cùng với các chủ sở hữu mới - công ty Daewoo, công ty đã mua phần lớn cổ phần của Legia vào cuối năm 1996. Các chủ sở hữu câu lạc bộ Hàn Quốc vận động mạnh mẽ chính quyền thành phố Warsaw để tiếp quản tài sản và đầu tư vào cơ sở mới, tuy nhiên, chủ sở hữu của khu vực - Cơ quan Tài sản Quân đội - không sẵn sàng bán mảnh đất này. Bế tắc tồn tại trong 5 năm tiếp theo, trong thời gian đó, công ty Hàn Quốc đã bán câu lạc bộ. Cuối cùng, việc mua bán đất đai được đã diễn ra vào ngày 29 tháng 7 năm 2002, khi chính quyền thành phố Warsaw giành được quyền sở hữu đất. Mặc dù giá trị thị trường được ước tính là 60 triệu PLN, giá mua được thỏa thuận ở mức 16 triệu PLN. Vào tháng 10 năm 2004, kiến trúc sư trưởng của Warsaw, Michał Borowski, đã cho phép xây dựng một sân vận động mới trên vùng đất nói trên. Quyết định này dẫn đến việc tuyên bố đấu thầu các cơ sở của Legia được mở lại. 

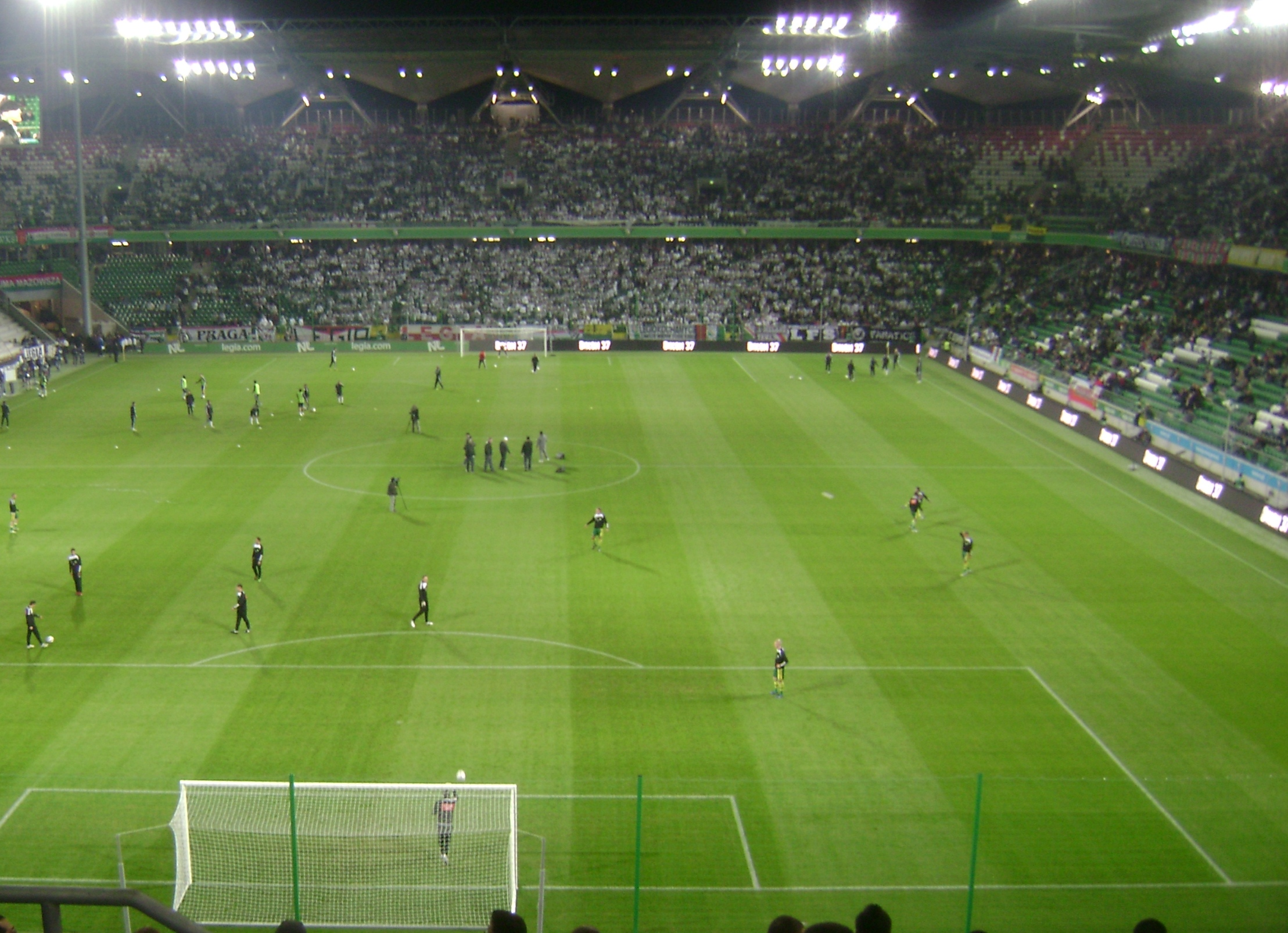
Zyleta đầy kín người hâm mộ trong trận đấu giao hữu giữa Legia và ADO Den Haag

Vào ngày 25 tháng 9 năm 2006, Thành phố Warsaw đã từ chối lời đề nghị của tập đoàn Đức: HMB Stadien GmbH und Sportstättenbau với Ways Schlüsselfertigbau und Freytag AG và Krupp Stahlbau Hannover GmbH, đã thắng thầu. Dự án của họ là xây dựng một tòa nhà có sức chứa từ 30.500 đến 35.000 khán giả, với bãi đậu xe ngầm, và - lần đầu tiên tại một cơ sở thể thao của Ba Lan - được cho là có một mái nhà hoàn toàn có thể thu vào. Tuy nhiên, chính quyền thành phố đã không chấp nhận điều kiện của tập đoàn rằng tất cả các quỹ cho việc xây dựng phải được đảm bảo bởi nhà đầu tư trước khi xây dựng. Phía Ba Lan đã hủy thỏa thuận.
Vào ngày 26 tháng 9 năm 2006, chủ sở hữu mới của Legia - Tập đoàn ITI - trong cuộc gặp với Chủ tịch của Warsaw Kazimierz Marcinkiewicz, đã trình bày ý tưởng của riêng họ về việc xây dựng lại sân vận động. Ý tưởng của họ đã cung cấp cho việc xây dựng sân vận động theo từng giai đoạn (để câu lạc bộ vẫn có thể chơi các trò chơi trong quá trình xây dựng), với sức chứa từ 31.800 đến 34.000 chỗ ngồi (tùy thuộc vào việc có bao gồm không gian đứng hay không). Vào tháng 11 năm đó, câu lạc bộ đã ký hợp đồng thuê đất 23 năm với Thành phố Warsaw. Vào tháng 6 năm 2007, Hội đồng thành phố Warsaw đã chi 360 triệu PLN tài trợ  (sau này phải tăng lên 460 triệu PLN ) để xây dựng sân vận động mới theo thiết kế đề xuất của câu lạc bộ. Vào tháng 4 năm 2008, Tổng thống Warsaw Hanna Gronkiewicz-Waltz khi đó đã cấp giấy phép xây dựng sân vận động. Vào ngày 12 tháng 11 năm 2008, nhà đầu tư - Thành phố Warsaw - đã ký một thỏa thuận với một tập đoàn Polimex - Mostostal cho các công trình xây dựng.
Vào ngày 17 tháng 11 năm 2008, giai đoạn đầu tiên của việc xây dựng sân vận động mới được bắt đầu. Trong giai đoạn này, ba khán đài phía nam, phía đông và phía bắc cũ bị phá bỏ và xây mơi. Công trình bắt đầu bằng việc phá hủy các cơ sở cũ của câu lạc bộ và của khán đài phía đông (" yleta " nổi tiếng). Giai đoạn đầu tiên được hoàn thành và tiếp quản bởi nhà đầu tư vào ngày 10 tháng 5 năm 2010. Sân vận động đã chính thức khai trương (chỉ có ba khán đài hoàn thành) bằng trận đấu với Arsenal FC vào ngày 7 tháng 8 năm 2010. Giai đoạn thứ hai của việc xây dựng là phá hủy và xây dựng khán đài phía đông (khán đài chính - được gọi là "Kryta") đã được nhà đầu tư hoàn thành và tiếp quản vào ngày 10 tháng 5 năm 2011 

## Đặc điểm sân vận động

### Tổng quan
Sân nằm tại phố Łazienkowska nằm ở Warsaw, thuộc quận Śródmieście, khu vực Powiśle, trong quảng trường của các đường: Lazienkowska, Czerniakowska, Kusocińskiego và Myśliwiecka. Nó được chính thức khai trương vào ngày 9 tháng 8 năm 1930 và kể từ đó nó đã được hiện đại hóa và tái cấu trúc đáng kể. Lần tái thiết gần đây nhất, tháng 11 năm 2008 đến tháng 3 năm 2011, liên quan đến việc phá hủy tất cả các khán đài và xây dựng lại, chỉ có mặt tiền lịch sử của khán đài chính "Kryta" được bảo tồn. Sân vận động thường được gọi là "Nowy Stadion (Sân vận động mới)". Sân vận động mới, được thiết kế bởi JSK Architekten của Đức, đáp ứng các tiêu chí cho đẳng cấp UEFA Elite, cho phép nó tổ chức trận bán kết Champions League. Cơ sở cao năm tầng và được phủ mái che hoàn toàn với chiều cao tối đa không được phép cao hơn lâu đài Ujazdów gần đó. Sân vận động bao gồm các phòng truyền thông, không gian văn phòng, cũng như một trung tâm thể dục và sức khỏe cho cầu thủ và nhân viên huấn luyện. Ngoài ra còn có 12 quầy phục vụ, một quán bar thể thao, bảo tàng câu lạc bộ Legia và hai cửa hàng bán đồ câu lạc bộ nằm trong sân vận động.

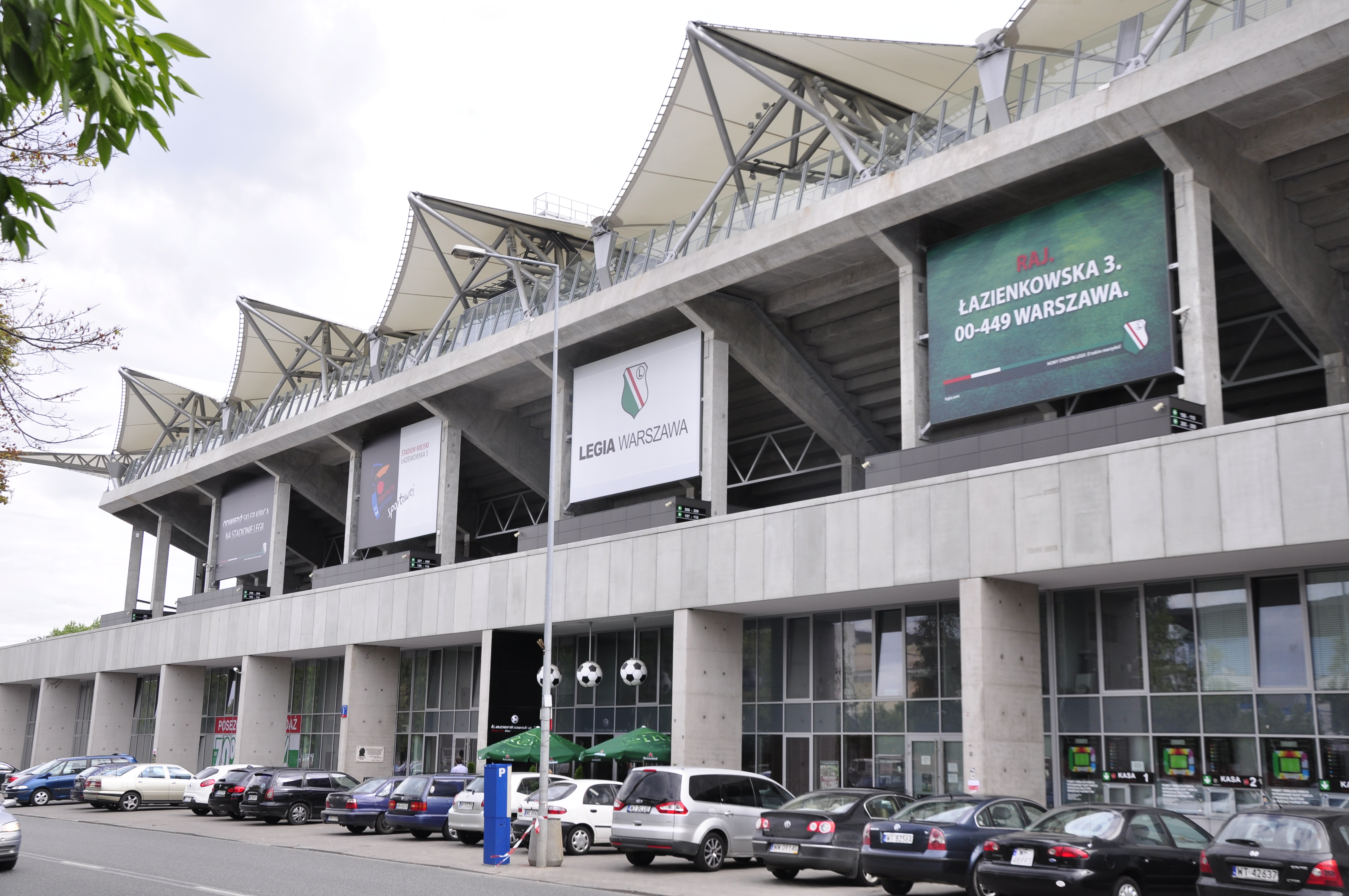
Khán đài phía bắc nhìn từ phố Lienazienkowska

#### Sức chưa và vị trí khán đài
Sức chứa chung của sân là 31.103  (tất cả các không gian chỗ ngồi), tuy nhiên có thể tăng sức chứa lên tới 33.609, bằng cách tạo ra 6.126 chỗ đứng (để lại 27.483 chỗ ngồi). Những con số này bao gồm cả khu vực cho truyền thông và ghế VIP với tổng số ghế là 2.137. Vị trí của khán đài so với sân vận động cũ không được thay đổi. Chỉ có sân chơi đã được di chuyển một chút theo hướng đông nam. Sân vận động có bốn khán đài hai cấp. Đó là: khán đài phía tây (khán đài chính, thường được gọi là "Kryta"), khán đài phía đông (được đặt theo tên của Kazimierz Deyna), khán đài phía bắc (thường được gọi là " Zyleta ") và khán đài phía nam Lucjan Brychczy). Ở cấp độ đầu tiên của các khán đài phía nam, phía đông và phía bắc là các bãi đậu xe.

#### Ghế và lan can
Những chiếc ghế trong sân vận động được làm từ polypropylen. Chúng có khả năng chống lại các điều kiện thời tiết và thiệt hại vật lý. Một mô hình tương tự đã được sử dụng trong Allianz Arena. Sân vận động có ba loại ghế: ghế thường, ghế truyền thông và ghế VIP. Ghế truyền thông có thêm không gian để bàn, ổ cắm điện và truy cập Internet. Màu ghế trên sân vận động gắn liền với màu sắc của câu lạc bộ. Tầng dưới của khán đài là màu xanh lá cây, trong khi phía trên là sự pha trộn của ba màu: xanh lá cây, trắng và đỏ. Có một dòng chữ màu trắng "LEGIA" trên khán đài phía đông. Lan can của sân vận động được làm bằng kính, cho phép khán giả thoải mái theo dõi các sự kiện thể thao. Lan can cao 130 cm và dày 2 cm. Chúng được trang bị bằng các tấm chắn thủy tinh hai lớp, có thể đỡ tới 200 kg mỗi mét vuông.

#### Màn hình video
Sân vận động có hai màn hình video. Chúng được gắn vào các khung thép của mái ở góc tây bắc và đông nam của sân vận động. Các màn hình rộng 5,4 m và cao 9,4 m. Mỗi màn hình nặng 7 tấn.

#### Hệ thống an ninh
Các cổng vào được trang bị đầu đọc SKIDATA Vario Gate. Sân vận động này là một trong số ít các đấu trường trên thế giới sử dụng loại đầu đọc này. Ưu điểm lớn nhất của thiết bị này là khả năng kiểm soát các loại vé khác nhau (ví dụ: thẻ giấy truyền thống, thẻ từ, cũng như vé MMS trong điện thoại di động) Đầu đọc có màn hình màu, có thể hiển thị thông báo cho người hâm mộ bước vào trong sân. Các thiết bị tương tự đang được cài đặt trong bãi đậu xe, cho phép người hâm mộ di chuyển xung quanh sân vận động chỉ với một thẻ. Câu lạc bộ cũng có kế hoạch áp dụng một hệ thống thanh toán không dùng tiền mặt, sẽ đẩy nhanh tốc độ thực hiện các giao dịch mua bán khác nhau quanh sân vận động.

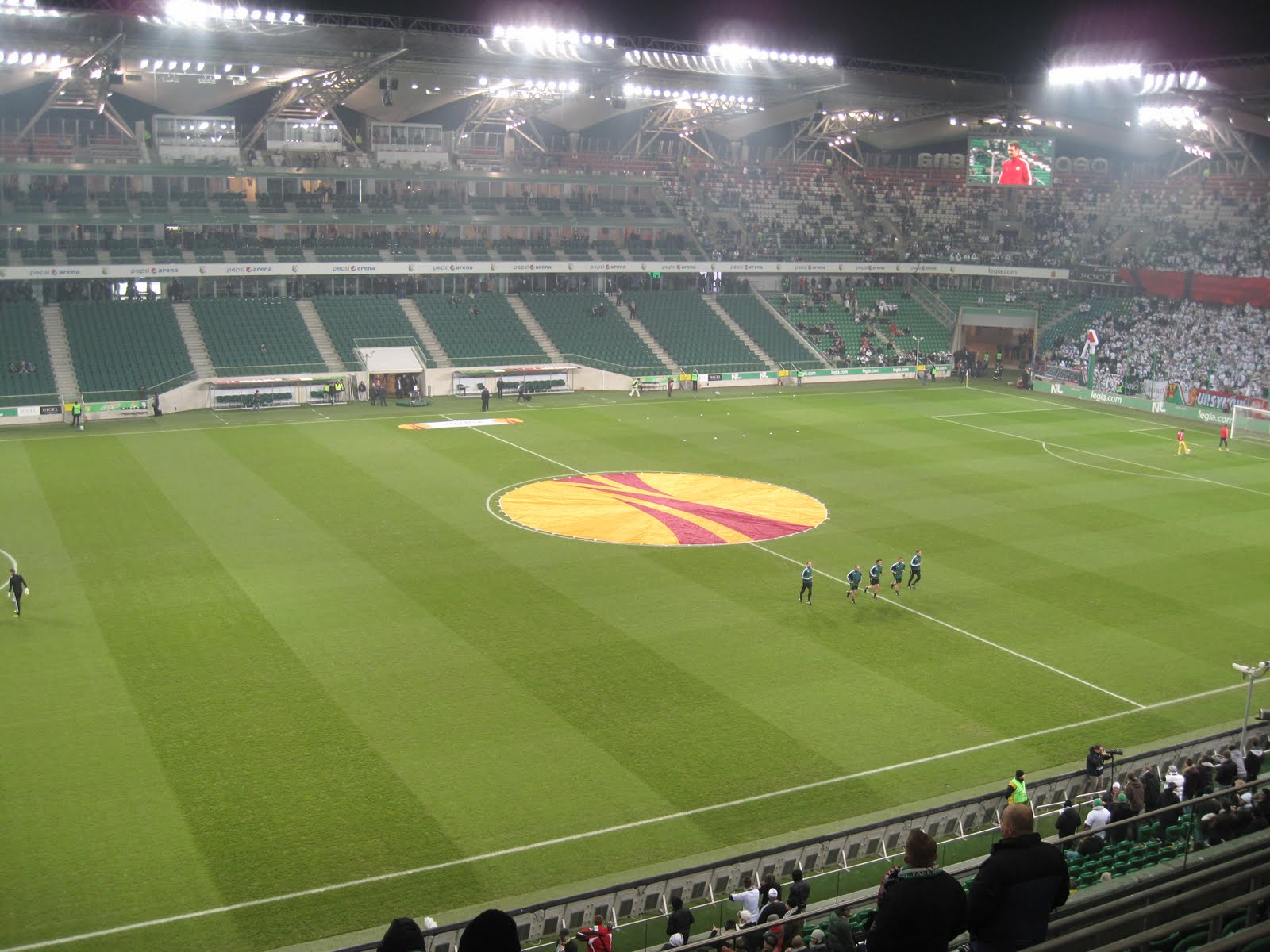
trước trận đấu UEFA Europa League giữa Legia Warsaw và PSV Eindhoven

#### Hệ thống chiếu sáng
Hệ thống chiếu sáng của sân vận động được chia thành nhiều phần riêng biệt: chiếu sáng không gian dưới khán đài, chiếu sáng lối chi chính, chiếu sáng khán đài và cuối cùng là chiếu sáng sân cỏ.
Độ rọi của sân là 2000 luxơ (công suất 516 kW), cho phép truyền phát các trận đấu với tiêu chuẩn công nghệ HD.
Hệ thống chiếu sáng nằm ở phía trước lối đi chính của sân vận động cho phép chiếu sáng các khu vực bên ngoài của khán đài và mái một cách hiệu quả.

## Cơ sở vật chất

### Lối đi chính
Sân vận động có bốn lối vào, hai trên đường Łazienkowska và hai trên Kanał Piaseczyński. Chúng dẫn đến lối đi chính, từ đó người hâm mộ có thể ra vào khán đài. Lối đi chính nằm ở độ cao khoảng 6 mét so với đường phố. Lối đi chính có các cơ sở phục vụ ăn uống và nhà vệ sinh. Đây là tuyến đường chính giữa các khán đài. Người hâm mộ có thể không vào các khán đài khác thông qua đường đi chính.

### Viện bảo tàng

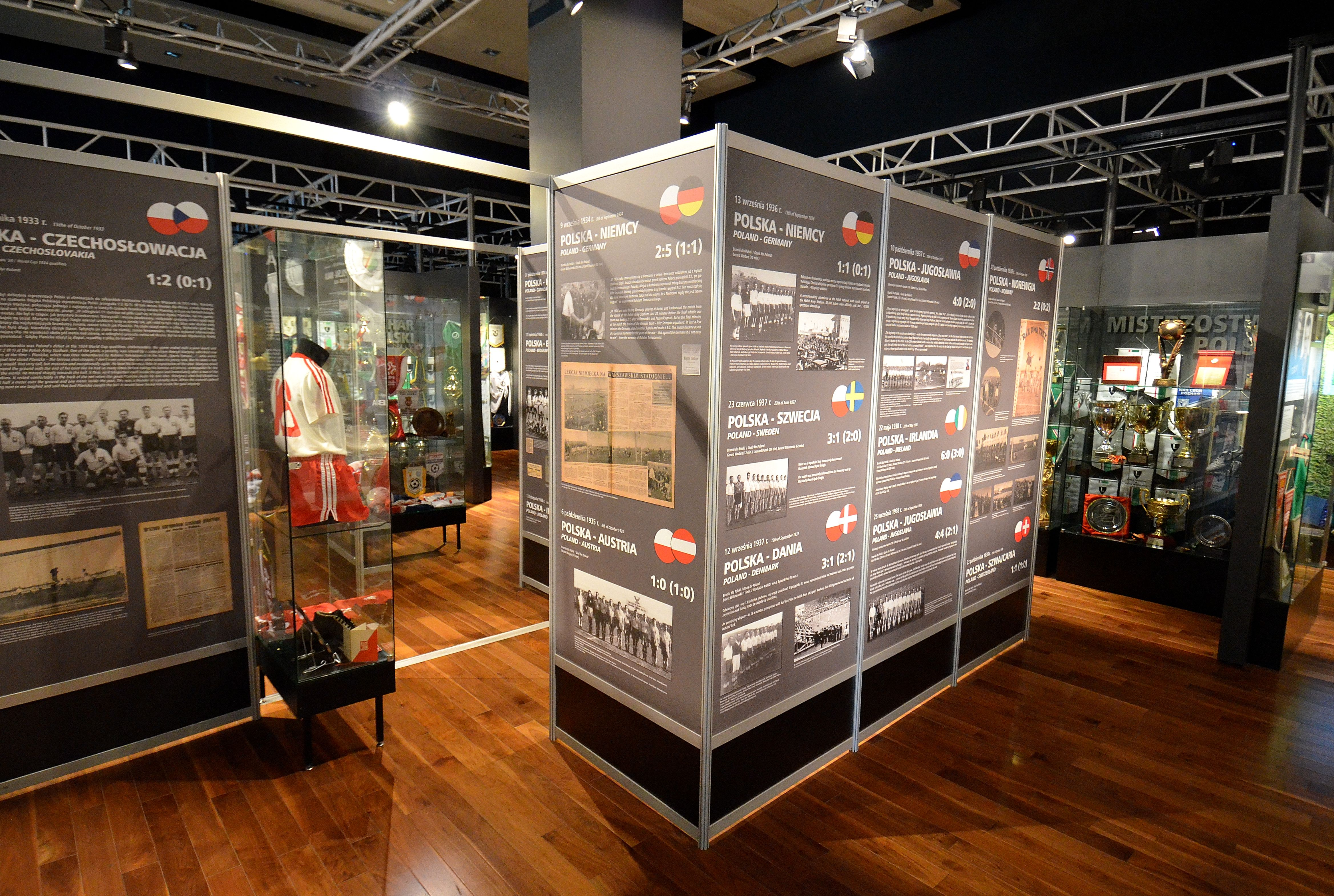
Nội thất của bảo tàng Legia Warsaw nằm bên dưới khán đài phía bắc

Bảo tàng câu lạc bộ Legia nằm trong khán đài phía bắc. Nó được thành lập với sự hợp tác của những người ủng hộ Legia, đặc biệt là với người giám hộ hiện tại - Wiktor Bołba. Bảo tàng tổ chức triển lãm kỷ niệm các sự kiện quan trọng trong lịch sử của câu lạc bộ. Nó được khai trương vào ngày 23 tháng 10 năm 2010 - kỷ niệm 63 năm ngày sinh của Kazimierz Deyna.

### Bar & nhà hàng
Nhà hàng & quán bar thể thao "Łazienkowska 3" nằm ở phía bắc (dưới " Żyleta " nổi tiếng). Cơ sở này không chỉ mở trong dịp diễn ra các trận đấy mà còn trong cả tuần. Bên trong nhà hàng, có màn hình TV, nơi các sự kiện thể thao được phát sóng. Nó được khai trương vào ngày 7 tháng 8 năm 2010, trước trận đấu khai mạc với Arsenal FC.

### Phòng thu hình TV
Phòng thu TV nằm ở góc tây nam của sân vận động, trên tầng thứ hai của khán đài. Nó phù hợp để làm nơi diễn ra các loại bài thuyết trình và hội nghị. Trung tâm điều hành sân vận động được đặt trong phòng thu, nơi quản lý hệ thống âm thanh, ánh sáng và giám sát. 

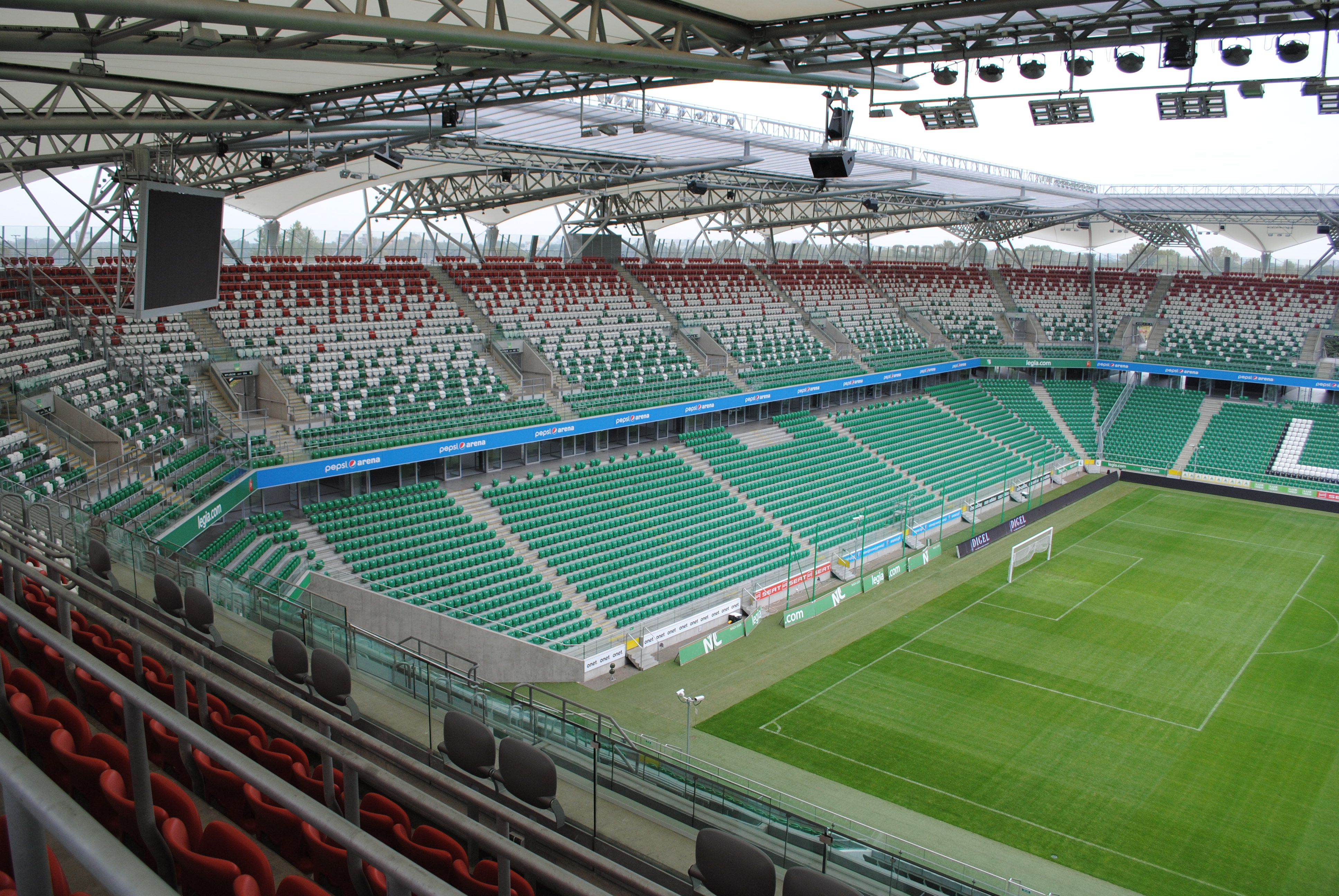
Khán đài phía bắc của sân vận động - Żyleta nổi tiếng

### Bãi đỗ xe
Bên trong sân vận động có một bãi đỗ xe hai tầng. Nó nằm ở phía sau của khán đài phía nam, phía đông và phía bắc. Cấp thứ nhất có sức chứa 387 xe, cấp thứ hai 392 xe. Hơn nữa, phía trước khán đài chính có không gian cho 18 chiếc xe (khu VIP). Tổng cộng, sân vận động cung cấp 797 chỗ đậu xe. Lối vào bãi đậu xe nằm ở góc đông bắc của sân vận động, và một lối vào riêng dành cho xe buýt của đội tuyển nằm ở góc tây bắc.

## Quyền đặt tên
Từ năm 2011 đến đầu năm 2015, sân vận động được chính thức gọi là Đấu trường Pepsi trên cơ sở thỏa thuận tài trợ với tập đoàn PepsiCo.
Hiện tại quyền đặt tên sân vận động không được khai thác thương mại.

## Żyleta
Żyleta (phát âm tiếng Ba Lan: [ʐɨˈlɛta], tiếng Anh: the Razor) là tên gọi chung cho khán đài phía bắc trong Sân vận động Quân đội Ba Lan tại Warsaw, Ba Lan, theo truyền thống được dành cho những người hâm mộ tự phát và cuồng nhiệt nhất của câu lạc bộ bóng đá Legia Warsaw. Trước khi cải tạo sân vận động (2008 2015, 2011), "Żyleta" cũ chỉ đề cập đến phần trung tâm của khán đài phía đông của sân vận động (đôi khi, nó cũng sẽ nói về toàn bộ phía đông). Có một triển lãm đặc biệt dành riêng cho Żyleta "cũ" trong bảo tàng câu lạc bộ Legia. Ngày nay, sau khi cải tạo sân vận động, tên gọi Żyleta mới để ám chỉ toàn bộ khán đài phía bắc (nằm phía sau khung thành). Sức chứa của khán đài là 7.477 khán giả.

## Các trận đấu của đội tuyển bóng đá quốc gia Ba Lan
Trong quá khứ, Sân vận động Legia cũ đã được sử dụng nhiều lần làm nơi tổ chức các trận đấu của đội tuyển bóng đá quốc gia Ba Lan, đặc biệt là vào những năm 1930 và những năm 1990. Kể từ sau khi tái thiết, Ba Lan đã thi đấu 5 trận tại sân vận động này. Bốn trận đấu trong số đó là giao hữu.
| STT | Giải đấu                 | Ngày                | Đối thủ   | Khán giả | Kết quả | Cầu thủ ghi bàn cho Ba Lan                                                    |
| --- | ------------------------ | ------------------- | --------- | -------- | ------- | ----------------------------------------------------------------------------- |
| 1   | Giao hữu                 | 5 tháng 6 năm 2011  | Argentina | 12.000   | 2–1     | Adrian Mierzejewski, Paweł Brożek                                             |
| 2   | Giao hữu                 | 9 tháng 6 năm 2011  | Pháp      | 30.000   | 0–1     | –                                                                             |
| 3   | Giao hữu                 | 2 tháng 9 năm 2011  | México    | 18.000   | 1–1     | Paweł Brożek                                                                  |
| 4   | Giao hữu                 | 2 tháng 6 năm 2012  | Andorra   | 26.000   | 4–0     | Ludovic Obraniak, Robert Lewandowski, Jakub Błaszczykowski, Marcin Wasilewski |
| 5   | Vòng loại World Cup 2022 | 28 tháng 3 năm 2021 | Andorra   | 0        | 3–0     | Robert Lewandowski (2), Karol Świderski                                       |